# Ribeira do Prior Velho
A ribeira do Prior Velho é um pequeno curso de água português do concelho de Loures que nasce em Prior Velho e desagua em Sacavém, na margem direita do Trancão. A ribeira tinha a sua nascente a sudoeste do vértice geodésico de Alto de Fetais, a cerca de 150 metros de altitude, daí correndo para leste no reverso da costeira de Frielas por cerca de 4,4 km. Atualmente, o curso da ribeira totaliza apenas 2,3 km, estando encanada a partir do atravessamento da A1 e até à confluência com o rio Trancão, numa extensão de 905 m.
Atualmente, mais de 70% da sua área de drenagem corresponde a áreas construídas ou urbanizadas (portanto impermeabilizadas), e são frequentes os episódios de cheias na baixa de Sacavém. As obras de alargamento do Aeroporto de Lisboa levaram à ocupação e desaparecimento das zonas a montante e intermédias da ribeira (cerca de metade da sua área de drenagem) e ao seu encurtamento, com a consequente redução do tempo de concentração e de resposta das linhas de água. Também a impermeabilização dos solos potencia a escorrência superficial das águas e o fenómeno das cheias. Outros fatores, como a deposição de entulhos e falta de limpeza do leito da ribeira e o crescimento das descargas domésticas para o coletor subterrâneo levaram à sobrecarga desta infraestrutura. Tendo em vista a mitigação deste problema, foram feitas várias intervenções, passando pela regularização do seu troço a céu aberto, pela construção duma bacia de retenção na zona baixa de Sacavém em 2010, pela reconstrução do caneiro e construção de uma nova estação elevatória.